# Stulln
Stulln je německá obec v zemském okrese Schwandorf ve vládním obvodu Horní Falc spolkové země Bavorsko.

## Poloha
Stulln leží v západní části zemského okresu Schwandorf, v přírodním parku Hornofalcký les.

### Sousední obce
Stulln sousedí s následujícími obcemi od severu: Nabburg, Schwarzach bei Nabburg, Schwarzenfeld a Schmidgaden.
| Růžice kompasu | Schmidgaden | Nabburg       | Nabburg                | Růžice kompasu |
| Růžice kompasu | Schmidgaden | Sever         | Schwarzach bei Nabburg | Růžice kompasu |
| Růžice kompasu | Schmidgaden | Stulln        | Schwarzach bei Nabburg | Růžice kompasu |
| Růžice kompasu | Schmidgaden | Jih           | Schwarzach bei Nabburg | Růžice kompasu |
| Růžice kompasu | Schmidgaden | Schwarzenfeld | Schwarzach bei Nabburg | Růžice kompasu |

## Historie

### Počátky obce
O obci Stulln a jeho okolí existuje jen velmi málo archivních dokumentů. Archiv schwarzenfeldské farnosti, z něhož by se dalo mnohé vyčíst, zanikl v reformačním období. Archeologické prameny dokládají, že oblast středního toku řeky Náby byla osídlena již ve velmi dávné historii. První písemné zmínky o historii Stullnu a jeho okolí pocházejí až z období kolem roku 1000 n. l.
Císaři Svaté říše římské posilovali svou královskou moc tím, že se velmi pečlivě starali o organizaci církve, jmenovali biskupy a opaty, obdarovávali je rozsáhlým územním majetkem a svrchovanými právy, a tím z nich činili své vazaly. Císař Jindřich II. (973–1024), původně bavorský vévoda, narozený v Bad Abbachu u Regensburgu, založil v roce 1007 bamberské biskupství a také klášter svatého Theodora. Klášter sehrál důležitou roli při prvním historickém zápisu o obci Stulln.
Dne 17. dubna 1015 podepsal Jindřich II. v Merseburku darovací listinu, v níž odkázal "Suarzinvelt und Weilindorf" (Schwarzenfeld a Wölsendorf) výše zmíněnému klášteru svatého Teodora. Tím se Stulln stal také majetkem Bamberského biskupstvví, protože v roce 1174 bamberský biskup Hermanus II. převedl své zboží "in Volsendorf et Stulen" do péče svého strýce "Hertnida de Ratendorf". Stulln je zmíněn poprvé právě v tomto dokumentu.